# ジョック・マホニー
ジョック・マホニー（Jock Mahoney、1919年2月7日 - 1989年12月14日）は、アメリカ合衆国の俳優。

## 出演作品
- ネヴァダの男
- テキサス平原児
- 決闘者
- 大空の凱歌
- 生れながらの無宿者
- 愛する時と死する時
- ターザン大いに怒る
- ターザンと猛獣の怒り
- ターザン三つの挑戦
- 続・地獄の天使
- ＢＪ＆トラックギャル